# Aymen Barkok
Aymen Barkok (arab. ‏أيمن بركوك‎; ur. 21 maja 1998 we Frankfurcie nad Menem) – niemiecki piłkarz grający na pozycji pomocnika. Od 2022 roku zawodnik 1. FSV Mainz 05.

## Życiorys
Jest pochodzenia marokańskiego. W czasach juniorskich trenował w SG Praunheim, Rot-Weiß Frankfurt, Kickers Offenbach i Eintrachcie Frankfurt. 20 października 2016 został włączony do seniorskiego zespołu tego ostatniego. W Bundeslidze zadebiutował 20 listopada 2016 w wygranym 2:1 meczu z Werderem Brema. Do gry wszedł w 75. minucie, zastępując Mijata Gaćinovicia, a w 90. minucie zdobył gola na 2:1 po asyście Bastiana Oczipki. 1 lipca 2018 został wypożyczony na rok do Fortuny Düsseldorf.